# Connie Smith

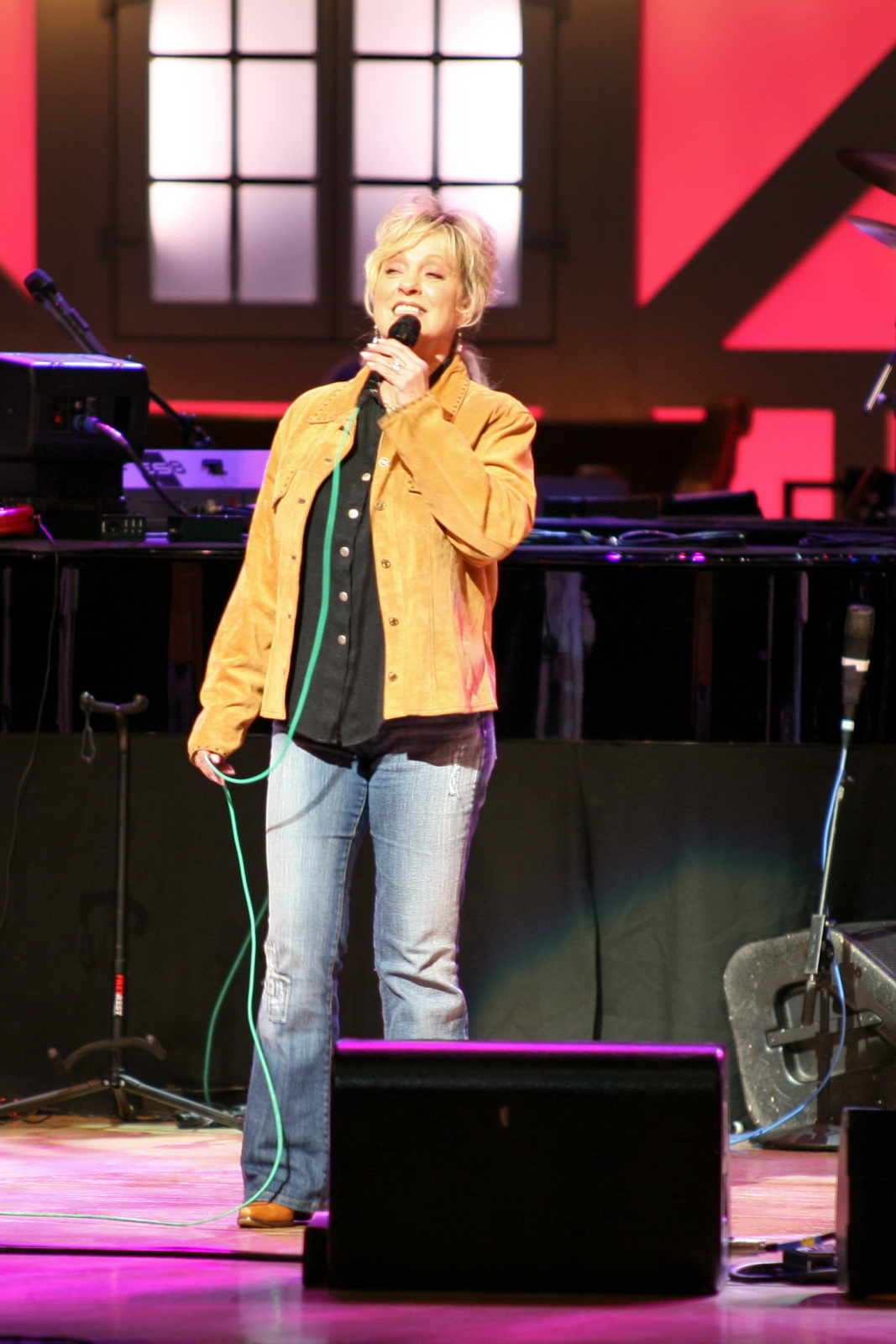
Connie Smith (2007)

Connie Smith (* 14. August 1941 als Constance June Meador in Elkhart, Indiana) ist eine US-amerikanische Countrysängerin, die ihre größten Erfolge in den 1960er Jahren feierte. Ihre Musik wird zum Nashville Sound gezählt.

## Anfänge
Connie Smith wuchs in West Virginia und in Ohio auf. Als Teenager sammelte sie erste musikalische Erfahrungen als Caller in einer Square-Dance-Gruppe. Anfang der 1960er Jahre heiratete sie und wurde Mutter. In ihrer Freizeit trat sie weiterhin bei Musikveranstaltungen und im örtlichen Radio auf. Bei einer ihrer Auftritte wurde der Country-Star Bill Anderson auf die singende Hausfrau aufmerksam.

## Karriere
Auf Vermittlung von Anderson kam 1964 ein Vertrag mit RCA zustande. Bereits ihre erste Single, Once A Day, schaffte es an die Spitze der Country-Charts. Der von ihrem Mentor eigens für sie geschriebene Song hielt sich mehrere Wochen auf Platz eins und war einer der Hits des Jahres 1964. Ihre nächsten Singles Then and Only Then, I Can’t Remember und If I Talk to Him konnten sich alle in den Top-10 platzieren. In nur wenigen Monaten hatte es die Newcomerin an die Spitze geschafft. Es gab erste Auszeichnungen, unter anderem 1964 den „Most Promising Singer“ Award des Billboard Magazins.
Ihre Erfolgssträhne hielt auch in den folgenden Jahren an. Praktisch jede Single konnte sich im oberen Bereich der Country-Charts platzieren. 1968 erlitt Connie Smith einen Zusammenbruch. Die zahlreichen Fernseh- und Radioauftritte, Pressetermine und Konzerte forderten ihren Tribut. Nach eigener Aussage verhalf ihr nur ihr christlicher Glaube, die Lebenskrise zu überstehen. Der einzige Ausweg war, das Arbeitsvolumen drastisch zu reduzieren. Dennoch erzielte sie weiterhin Jahr für Jahr Top-10-Hits. 1971 gab sie ihr Debüt an der Grand Ole Opry.
Ab 1972 wandte sie sich verstärkt der Gospel-Musik zu. Unterstützt wurde sie von ihrem dritten Ehemann, dem bekannten Prediger Marshall Haynes. Die Hitparaden-Erfolge wurden seltener, obwohl sie noch mehrfach in der Top-20 vertreten war. Erst nach einem Wechsel zum Monument-Label 1977 neigte sich ihre Hitparaden-Karriere endgültig dem Ende entgegen. Ihre letzte Top-100-Platzierung hatte sie 1985 mit A Far Cry From You. Ihre Konzert-Auftritte waren aber weiterhin gefragt und sie blieb Mitglied der Grand Ole Opry. 1997 heiratete sie den siebzehn Jahre jüngeren Country-Star Marty Stuart, der 1998 ihr Comeback-Album produzierte.

## Diskografie

### Studioalben
| Jahr | Titel                                                       | Höchstplatzierung, Gesamtwochen, AuszeichnungChartplatzierungen (Jahr, Titel, Platzierungen, Wochen, Auszeichnungen, Anmerkungen) | Höchstplatzierung, Gesamtwochen, AuszeichnungChartplatzierungen (Jahr, Titel, Platzierungen, Wochen, Auszeichnungen, Anmerkungen) | Anmerkungen |
| Jahr | Titel                                                       | US | Country | Anmerkungen |
| ---- | ----------------------------------------------------------- | --- | --- | ----------- |
| 1965 | Connie Smith                                                | US105 (5 Wo.)US | Country1 (30 Wo.)Country |             |
| 1965 | Cute ’n’ Country                                            | — | Country1 (30 Wo.)Country |             |
| 1966 | Miss Smith Goes to Nashville                                | — | Country2 (20 Wo.)Country |             |
| 1966 | Connie Smith Sings Great Sacred Songs                       | — | Country19 (12 Wo.)Country |             |
| 1966 | Born to Sing                                                | — | Country1 (25 Wo.)Country |             |
| 1967 | Downtown Country                                            | — | Country5 (15 Wo.)Country |             |
| 1967 | Connie Smith Sings Bill Anderson                            | — | Country11 (17 Wo.)Country |             |
| 1967 | Soul of Country Music                                       | — | Country7 (18 Wo.)Country |             |
| 1968 | I Love Charley Brown                                        | — | Country14 (17 Wo.)Country |             |
| 1968 | Sunshine and Rain                                           | — | Country32 (10 Wo.)Country |             |
| 1969 | Connie’s Country                                            | — | Country14 (15 Wo.)Country |             |
| 1969 | Back in Baby’s Arms                                         | — | Country12 (15 Wo.)Country |             |
| 1970 | I Never Once Stopped Loving You                             | — | Country15 (11 Wo.)Country |             |
| 1971 | Where Is My Castle                                          | — | Country39 (5 Wo.)Country |             |
| 1971 | Just One Time                                               | — | Country20 (9 Wo.)Country |             |
| 1972 | Ain’t We Havin’ Us a Good Time                              | — | Country25 (11 Wo.)Country |             |
| 1972 | If It Ain’t Love and Other Great Dallas Frazier Songs       | — | Country14 (11 Wo.)Country |             |
| 1973 | A Lady Named Smith                                          | — | Country31 (5 Wo.)Country |             |
| 1973 | God Is Abundant                                             | — | Country20 (13 Wo.)Country |             |
| 1974 | That’s the Way Love Goes                                    | — | Country41 (8 Wo.)Country |             |
| 1974 | I Never Knew (What That Song Meant Before)                  | — | Country22 (7 Wo.)Country |             |
| 1975 | I Got a Lot of Hurtin’ Done Today/ I Got My Baby on My Mind | — | Country30 (… Wo.)Country |             |
| 1975 | Connie Smith Sings Hank Williams Gospel                     | — | Country47 (3 Wo.)Country |             |
| 1976 | The Song We Fell in Love To                                 | — | Country34 (6 Wo.)Country |             |
| 1976 | I Don’t Wanna Talk It Over Anymore                          | — | Country33 (7 Wo.)Country |             |

Weitere Studioalben
- 1967: Connie in the Country
- 1971: Come Along and Walk with Me
- 1975: Joy to the World
- 1977: Pure Connie Smith
- 1978: New Horizons
- 1998: Connie Smith
- 2011: Long Line of Heartaches

### Kollaboalben
| Jahr | Titel      | Höchstplatzierung, Gesamtwochen, AuszeichnungChartplatzierungen (Jahr, Titel, Platzierungen, Wochen, Auszeichnungen, Anmerkungen) | Höchstplatzierung, Gesamtwochen, AuszeichnungChartplatzierungen (Jahr, Titel, Platzierungen, Wochen, Auszeichnungen, Anmerkungen) | Anmerkungen     |
| Jahr | Titel      | US | Country | Anmerkungen     |
| ---- | ---------- | --- | --- | --------------- |
| 1969 | Young Love | — | Country29 (10 Wo.)Country | mit Nat Stuckey |

Weitere Kollaboalben
- 1969: Sunday Morning with Nat Stuckey and Connie Smith (mit Nat Stuckey)
- 2003: Love Never Fails (mit Barbara Fairchild)

### Livealben
- 1993: Live in Branson, MO, USA

### Kompilationen
| Jahr | Titel                                | Höchstplatzierung, Gesamtwochen, AuszeichnungChartplatzierungen (Jahr, Titel, Platzierungen, Wochen, Auszeichnungen, Anmerkungen) | Höchstplatzierung, Gesamtwochen, AuszeichnungChartplatzierungen (Jahr, Titel, Platzierungen, Wochen, Auszeichnungen, Anmerkungen) | Anmerkungen |
| Jahr | Titel                                | US | Country | Anmerkungen |
| ---- | ------------------------------------ | --- | --- | ----------- |
| 1967 | The Best of Connie Smith             | — | Country22 (16 Wo.)Country |             |
| 1970 | The Best of Connie Smith, Vol. 2     | — | Country26 (7 Wo.)Country |             |
| 1973 | Connie Smith’s Greatest Hits, Vol. 1 | — | Country39 (7 Wo.)Country |             |
| 1973 | Love Is the Look You’re Looking For  | — | Country24 (7 Wo.)Country |             |
| 1973 | Dream Painter                        | — | Country39 (7 Wo.)Country |             |
| 1974 | Connie Smith Now                     | — | Country40 (5 Wo.)Country |             |

Weitere Kompilationen
- 1971: My Heart Has a Mind of Its Own
- 1972: City Lights: Country Favorites
- 1977: The Best of Connie Smith
- 1993: Greatest Hits on Monument
- 1996: The Essential Connie Smith
- 1997: Connie Smith Sings Her Hits

### Singles
| Jahr | Titel Album                                                                                      | Höchstplatzierung, Gesamtwochen, AuszeichnungChartsChartplatzierungen (Jahr, Titel, Album, Platzierungen, Wochen, Auszeichnungen, Anmerkungen) | Anmerkungen                         |
| Jahr | Titel Album                                                                                      | Country | Anmerkungen                         |
| ---- | ------------------------------------------------------------------------------------------------ | --- | ----------------------------------- |
| 1964 | Once a Day Connie Smith                                                                          | Country1 (28 Wo.)Country |                                     |
| 1965 | Then and Only Then Connie Smith                                                                  | Country4 (24 Wo.)Country |                                     |
| 1965 | Tiny Blue Transistor Radio Connie Smith                                                          | Country25 (17 Wo.)Country | B-Seite von Then and Only Then      |
| 1965 | I Can’t Remember Cute ’n’ Country                                                                | Country9 (16 Wo.)Country |                                     |
| 1965 | If I Talk to Him Miss Smith Goes to Nashville                                                    | Country4 (19 Wo.)Country |                                     |
| 1966 | Nobody But a Fool (Would Love You) Miss Smith Goes to Nashville                                  | Country4 (17 Wo.)Country |                                     |
| 1966 | Ain’t Had No Lovin’ Born to Sing                                                                 | Country2 (17 Wo.)Country |                                     |
| 1966 | The Hurtin’s All Over Downtown Country                                                           | Country3 (19 Wo.)Country |                                     |
| 1967 | I’ll Come Runnin’ The Best of Connie Smith                                                       | Country10 (15 Wo.)Country |                                     |
| 1967 | Cincinnati, Ohio Connie Smith Sings Bill Anderson                                                | Country4 (15 Wo.)Country |                                     |
| 1967 | Burning a Hole in My Mind I Love Charley Brown                                                   | Country5 (15 Wo.)Country |                                     |
| 1967 | Baby’s Back Again I Love Charley Brown                                                           | Country7 (14 Wo.)Country |                                     |
| 1967 | Chet’s Tune                                                                                      | Country38 (7 Wo.)Country | als Teil von Some of Chet’s Friends |
| 1968 | Run Away Little Tears I Love Charley Brown                                                       | Country10 (15 Wo.)Country |                                     |
| 1968 | Cry, Cry, Cry Connie in the Country                                                              | Country20 (11 Wo.)Country |                                     |
| 1969 | Ribbon of Darkness Connie’s Country                                                              | Country13 (14 Wo.)Country |                                     |
| 1969 | You and Your Sweet Love The Best of Connie Smith, Vol. 2                                         | Country6 (15 Wo.)Country |                                     |
| 1969 | Young Love                                                                                       | Country20 (11 Wo.)Country | mit Nat Stuckey                     |
| 1970 | I Never Once Stopped Loving You                                                                  | Country5 (15 Wo.)Country |                                     |
| 1970 | Louisiana Man I Never Once Stopped Loving You                                                    | Country14 (11 Wo.)Country |                                     |
| 1970 | Where Is My Castle                                                                               | Country11 (14 Wo.)Country |                                     |
| 1971 | Just One Time                                                                                    | Country2 (17 Wo.)Country |                                     |
| 1971 | I’m Sorry If My Love Got in Your Way Connie Smith Now                                            | Country14 (15 Wo.)Country |                                     |
| 1972 | Just for What I Am Ain’t We Havin’ Us a Good Time                                                | Country5 (15 Wo.)Country |                                     |
| 1972 | If It Ain’t Love (Let’s Leave It Alone) If It Ain’t Love and Other Great Dallas Frazier Songs    | Country7 (15 Wo.)Country |                                     |
| 1972 | Love Is the Look You’re Looking For                                                              | Country8 (14 Wo.)Country |                                     |
| 1973 | You’ve Got Me (Right Where You Want Me) A Lady Named Smith                                       | Country21 (12 Wo.)Country |                                     |
| 1973 | Dream Painter                                                                                    | Country23 (10 Wo.)Country |                                     |
| 1973 | Ain’t Love a Good Thing That’s the Way Love Goes                                                 | Country10 (14 Wo.)Country |                                     |
| 1974 | Dallas That’s the Way Love Goes                                                                  | Country35 (11 Wo.)Country |                                     |
| 1974 | I Never Knew (What That Song Meant Before) I Never Knew What That Song Meant Before              | Country13 (13 Wo.)Country |                                     |
| 1974 | I’ve Got My Baby on My Mind I Got a Lot of Hurtin’ Done Today/ I’ve Got My Baby on My Mind       | Country13 (12 Wo.)Country |                                     |
| 1975 | I Got a Lot of Hurtin’ Done Today I Got a Lot of Hurtin’ Done Today/ I’ve Got My Baby on My Mind | Country30 (10 Wo.)Country |                                     |
| 1975 | Why Don’t You Love Me I Got a Lot of Hurtin’ Done Today/ I’ve Got My Baby on My Mind             | Country15 (13 Wo.)Country |                                     |
| 1975 | The Song We Fell in Love To                                                                      | Country29 (11 Wo.)Country |                                     |
| 1976 | (Till) I Kissed You The Song We Fell in Love To                                                  | Country10 (15 Wo.)Country |                                     |
| 1976 | So Sad (To Watch Good Love Go Bad) I Don’t Wanna Talk It Over Anymore                            | Country31 (10 Wo.)Country |                                     |
| 1976 | I Don’t Wanna Talk It Over Anymore                                                               | Country13 (14 Wo.)Country |                                     |
| 1977 | The Latest Shade of Blue I Don’t Wanna Talk It Over Anymore                                      | Country42 (8 Wo.)Country |                                     |
| 1977 | Coming Around Pure Connie Smith                                                                  | Country58 (7 Wo.)Country |                                     |
| 1977 | I Just Want to Be Your Everything New Horizons                                                   | Country14 (15 Wo.)Country |                                     |
| 1978 | Lovin’ You Baby New Horizons                                                                     | Country34 (10 Wo.)Country |                                     |
| 1978 | There’ll Never Be Another for Me New Horizons                                                    | Country68 (6 Wo.)Country |                                     |
| 1978 | Smooth Sailin’                                                                                   | Country68 (5 Wo.)Country |                                     |
| 1979 | Lovin’ You, Lovin’ Me                                                                            | Country88 (3 Wo.)Country |                                     |
| 1979 | Don’t Say Love                                                                                   | Country93 (2 Wo.)Country |                                     |
| 1985 | A Far Cry from You                                                                               | Country71 (6 Wo.)Country |                                     |

Weitere Singles
- 1966: Pas Souvent (nur in Frankreich)
- 1970: If God Is Dead (Who’s This Living in My Soul)
- 1983: Rough at the Edges
- 1986: Hold Me Back
- 1998: Lonesome

### Boxsets
- 2001: Born to Sing
- 2012: Just for What I Am